# جيرالد لي ارين
جيرالد لي ارين (بالإنجليزية: Gerald Lee Warren)‏ هو صحفي أمريكي، ولد في 17 أغسطس 1930 في هاستينغس في الولايات المتحدة، وتوفي في 20 مارس 2015 في مقاطعة أرلنغتون في الولايات المتحدة.